# Граовско хоро
Граовско хоро е българско хоро от Шопската фолклорна област. Името му произлиза от областта Граово. Изпълнява се в ритъм 2/4.